# Сумцов Олег Володимирович
Олег Володимирович Сумцов (нар. 18 серпня 1974) — український футболіст, захисник.

## Життєпис
Кар'єру гравця розпочинав у 17-річному віці в херсонській «Таврії», звідки в 1993 році перейшов у клуб вищої ліги «Торпедо» (Запоріжжя). У першому колі сезону 1993/94 років Олег зіграв три матчі, ще в одинадцяти залишався на лавці запасних. Дебют у вищій лізі — 28 серпня 1993 року в матчі з «Чорноморцем» (0:1). Закріпитися в складі «автозаводців» не вдалося, тому під час зимової перерви Сумцов повернувся в Херсон.
У жовтні 1994 року Олег переходить в команду вищої ліги «Миколаїв». Однак й друга спроба закріпитися у «вишці» не приносить успіху. У складі кораблів зіграно два матчі. Дебют — 7 жовтня 1994 року в поєдинку СК «Миколаїв» - «Кремінь», 0:1.
Наступного року футболіст переїжджав до Росію, де виступав у команді АПК в третій лізі Росії.
У сезоні 2000/01 років грав в чемпіонаті України з футзалу за «Нафком» (Кагарлик). У 2001 році грав за аматорські футбольну клуби «Україна» (с. Красна Слобідка) та «Обухів».